# Carl Ramsauer

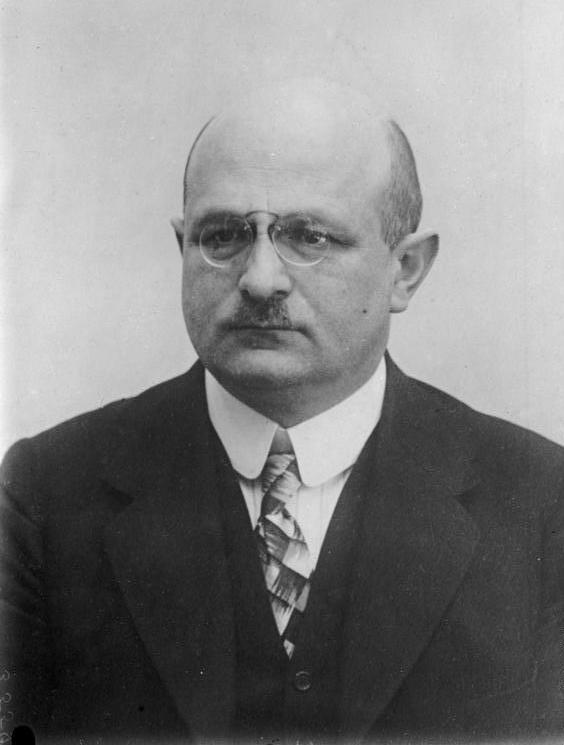
Ramsauer 1928

Carl Wilhelm Ramsauer (* 6. Februar 1879 in Osternburg; † 24. Dezember 1955 in Berlin) war ein deutscher Physiker. Der 1920 von ihm entdeckte Ramsauer-Effekt gilt als erster experimenteller Hinweis auf die Wellennatur des Elektrons.

## Leben
Ramsauer entstammt einer Oldenburger Pfarrers- und Pädagogenfamilie und besuchte bis 1897 das Alte Gymnasium zu Oldenburg. Er studierte Mathematik und Physik in München, Tübingen, Berlin und zuletzt Kiel, wo er 1903 promoviert wurde. Von 1902 bis 1906 arbeitete er am Kaiserlichen Torpedo-Laboratorium in Kiel und dann am Radiologischen Institut in Heidelberg, das vom Nobelpreisträger Philipp Lenard geleitet wurde. Dort habilitierte er sich 1909 und wurde 1915 zum außerordentlichen Professor ernannt. 1920 entdeckte er den in klassischer Sichtweise ungewöhnlichen Effekt, dass langsame Elektronen ein Gas besser durchdringen können als schnelle Elektronen. Es war der erste experimentelle Hinweis auf die Wellennatur des Elektrons, die erst mit der These der Materiewellen von de Louis de Broglie 1924 richtig gedeutet werden konnte. Ramsauers Untersuchungen hatten große Bedeutung für die Entwicklung der Quantenmechanik und gingen als Ramsauer-Effekt in die Physikgeschichte ein.
1921 wurde er zum Ordinarius für Experimentalphysik an die Technische Hochschule Danzig berufen und ging 1928 zur Gründung des zentralen AEG-Forschungslaboratoriums nach Berlin. Dabei nahm er seinen Schüler Ernst Brüche mit, der das physikalische Laboratorium leitete und dort 1939 das elektrostatische Elektronenmikroskop entwickelte. Unter Ramsauers Leitung und mit tatkräftiger Unterstützung des stellvertretenden Vorstandsvorsitzenden der AEG, Waldemar Petersen, entwickelte sich in den Kriegsjahren das in der Infrarot- und Lenkwaffen-Technik führende AEG-Forschungsinstitut, wovon der AEG-Konzern auch nach dem Krieg profitierte.
1939 wurde er zum korrespondierenden Mitglied der Göttinger Akademie der Wissenschaften gewählt. 1941 wählte ihn die Deutsche Physikalische Gesellschaft zu ihrem Vorsitzenden. Nachdem er ab 1931 bereits Honorarprofessor an der TH Berlin gewesen war, wurde er 1945 als Ordinarius berufen. Die letzten Jahre seines Lebens widmete er der Verbesserung der Physikausbildung und beschäftigte sich mit der Geschichte der Physik. Er war einer der Herausgeber der Zeitschrift für technische Physik.
Ramsauer starb 1955 in Berlin. Sein Grab befindet sich in Paulinenaue im Havelland.

## Ehrungen
- 1940: Preis der Lilienthal-Gesellschaft für Luftfahrtforschung (zus. mit Ernst Brüche, Hans Mahl, Walter Schaffernicht)
- 1943: Ehrende Anerkennung von Adolf Hitler
- 1954: Großes Bundesverdienstkreuz
- 1988: In Erinnerung an die Verdienste von Carl Ramsauer wurde 1988 der Carl-Ramsauer-Preis ins Leben gerufen.

## Schriften
- Ueber den Ricochetschuss, Dissertation 1903 (Digitalisat)
- Grundversuche der Physik in historischer Darstellung, 2 Bände, Springer Verlag 1953
- Wirkungsquerschnitt der Edelgase gegenüber langsamen Elektronen, Ostwalds Klassiker, Geest und Portig, Leipzig 1954 (mit Rudolf Kollath, Herausgeber Ernst Brüche)
- Physik, Technik, Pädagogik: Erfahrungen und Erinnerungen, Karlsruhe: Braun 1949